# Maria Helena Guimarães de Castro
Maria Helena Guimarães de Castro (Presidente Prudente, 25 de setembro de 1946), é uma socióloga e professora brasileira. Que serviu como Ministra Interina da Educação do Brasil durante o Governo FHC e Secretária-executiva do Ministério da Educação do Brasil durante o Governo Temer de 2016 até 2018.

## Biografia
Graduada (1980) e mestre (1987) em Ciências Sociais, especialista em educação, é professora aposentada de Ciência Política da UNICAMP.
Foi presidente do Instituto Nacional de Estudos e Pesquisas Educacionais do MEC, entre 1995 e 2002, durante o governo de Fernando Henrique Cardoso (1995-2002), responsabilizando-se assim pela viabilização do chamado "provão" (oficialmente Exame Nacional de Cursos, sucedido, no governo Lula, pelo ENADE). Ocupou interinamente o Ministério no período de 9 a 11 de novembro de 2001. Foi também secretária-executiva do MEC em 2002.
Maria Helena foi titular da pasta da Assistência Social no governo Geraldo Alckmin e da Ciência e Tecnologia na gestão Cláudio Lembo, no estado de São Paulo, em 2006.
Em janeiro de 2007, assumiu a secretaria de Educação do Distrito Federal, à posse do governador José Roberto Arruda. Em julho de 2007, voltou a São Paulo, para dirigir a Secretaria de Educação do Estado, no governo de José Serra. Sua gestão à frente da pasta foi marcada pela tentativa de se impor um padrão único de currículo para a rede e um único material de apoio pelo Estado, por uma greve de professores em 2008 e pela criação de um programa de remuneração por mérito para professores.
Ela deixou o cargo em março de 2009, depois de sofrer críticas com a distribuição de material didático com erros (incluindo uma apostila que exibia um mapa com dois Paraguais). Ela foi sucedida por seu antigo superior no Ministério da Educação do governo FHC, Paulo Renato Souza.
Em 2008, passou a integrar o Conselho do Educar para Crescer, movimento sem fins lucrativos pela melhoria da Educação no Brasil.
Foi Conselheira Titular do Conselho Estadual de Educação de São Paulo (2010-2016).
Também exerceu como Diretora Executiva da Fundação SEADE de São Paulo, de 2012 a 2016.
Em maio de 2016, passou a integrar a secretaria executiva do Ministério da Educação. Como secretária executiva do MEC, defendeu em fevereiro de 2017 a cobrança de mensalidades nas universidades e institutos federais.
Foi nomeada membro do CNE - Conselho Nacional de Educação em 2018, assumindo a presidência do colegiado em outubro de 2020, com mandato de 2 anos.  
Desde março de 2023, está à frente da Cátedra Instituto Ayrton Senna de Inovação em Avaliação Educacional, sediada no Instituto de Estudos Avançados Polo Ribeirão Preto da USP. A iniciativa tem como objetivo fomentar e apoiar a realização de estudos e pesquisas sobre inovação em avaliação educacional, monitoramento e avaliação em políticas da educação básica e superior, além de promover conexões entre diversos atores que estão produzindo este conhecimento e disseminar informações e perspectivas que podem embasar o desenho de políticas públicas. 